# Tournoi des Quatre Nations
Le Rugby League Four Nations ou en français Tournoi des Quatre Nations est une compétition internationale de rugby à XIII créée en 2009 et succédant au Tri-Nations qui mettait aux prises l'Australie, la Nouvelle-Zélande et la Grande-Bretagne. 
Ces trois dernières sélections, objectivement les meilleures du monde, sont automatiquement reconduites, la Grande-Bretagne faisant toutefois place à l'Angleterre du fait de la décision de la RFL de dissocier sa sélection principale en trois équipes nationales (Angleterre, pays de Galles et Écosse) pour toutes les compétitions internationales. 
Pour compléter le programme, une quatrième équipe a été invitée lors de la première édition, et est depuis désignée après des matchs de qualification. Il s'agit alternativement d'une équipe de l'hémisphère Sud (par exemple Papouasie-Nouvelle-Guinée ou Îles Samoa) et d'une équipe européenne (gagnante du championnat d'Europe ou seconde après l'Angleterre).
En 2009, pour la première édition, la France est invitée en tant que quatrième nation et l'Australie triomphe. Deux éditions ont ensuite eu lieu en 2010 et 2011, remportées respectivement par la Nouvelle-Zélande puis l'Australie. En 2012 et 2013, il n'y a pas eu d'édition respectivement pour permettre aux sélections de se préparer et de participer à la coupe du monde 2013. En 2014, l'Australie et la Nouvelle-Zélande se sont qualifiées pour la finale. Gagnante du championnat d'Europe 2014 (disputé sans l'Angleterre), l’Écosse est qualifiée pour disputer le Tournoi des Quatre Nations 2016.
Le "Four Nations" est la deuxième compétition internationale de rugby à XIII la plus prestigieuse après la coupe du monde.
Il ne faut pas le confondre avec le Rugby Championship, compétition de rugby à XV des nations de l'hémisphère sud, parfois dénommée à tort "Four Nations" par la presse, l'appellation "Four Nations" étant déposée par la Fédération internationale de rugby à XIII (RLIF).

## Les quatre nations
Trois nations disputent la compétition à chaque édition, ce sont l'Angleterre, l'Australie et la Nouvelle-Zélande. À chaque édition, une quatrième nation y prend part par le biais d'une qualification alternativement dans l'hémisphère nord et l'hémisphère sud. Ainsi, depuis sa création, la France, la Papouasie-Nouvelle-Guinée, le Galles, les Samoa et l'Écosse y ont participé.
| Nations                  | Angleterre | Australie | Nouvelle-Zélande |
| ------------------------ | ---------- | --------- | ---------------- |
| Couleurs traditionnelles |            |           |                  |

| Nations                  | France | Papouasie-Nouvelle-Guinée | Pays de Galles | Samoa | Écosse |
| ------------------------ | ------ | ------------------------- | -------------- | ----- | ------ |
|                          | 2009   | 2010                      | 2011           | 2014  | 2016   |
| Couleurs traditionnelles |        |                           |                |       |        |

## Qualifications
En 2009, un tournoi qualificatif appelé Pacific Cup est organisé avec la participation des sélections de la Papouasie-Nouvelle-Guinée, les Samoa, les Tonga, les Fidji et les Îles Cook. La Papouasie-Nouvelle-Guinée gagne et se qualifie pour le tournoi 2010 des Quatre Nations.
Vainqueur en 2010, de la  Coupe d'Europe des nations de rugby à XIII, le pays de Galles est qualifié pour le Tournoi des Quatre Nations 2011.

## Format de la compétition
Les quatre nations se rencontrent toutes une fois : une victoire vaut deux points, un nul un point et une défaite zéro point. Ces parties donnent lieu à un classement dont les deux premiers s'affrontent ensuite en finale.

## Palmarès
| Année | Lieu                       | Vainqueur        | score   | Finaliste        | Quatrième nation          |
| ----- | -------------------------- | ---------------- | ------- | ---------------- | ------------------------- |
| 2009  | France Angleterre          | Australie        | 46 – 16 | Angleterre       | France                    |
| 2010  | Australie Nouvelle-Zélande | Nouvelle-Zélande | 16 – 12 | Australie        | Papouasie-Nouvelle-Guinée |
| 2011  | Angleterre Pays de Galles  | Australie        | 30 – 8  | Angleterre       | Galles                    |
| 2014  | Australie Nouvelle-Zélande | Nouvelle-Zélande | 22 – 18 | Australie        | Samoa                     |
| 2016  | Angleterre                 | Australie        | 34-8    | Nouvelle-Zélande | Écosse                    |

## Rappel du palmarès des Tri-Nations
| Année | Lieu                       | Vainqueur        | score        | Finaliste        |
| ----- | -------------------------- | ---------------- | ------------ | ---------------- |
| 1999  | Australie Nouvelle-Zélande | Australie        | 22 – 20      | Nouvelle-Zélande |
| 2004  | Angleterre                 | Australie        | 44 – 4       | Grande-Bretagne  |
| 2005  | Angleterre                 | Nouvelle-Zélande | 24 – 0       | Australie        |
| 2006  | Australie                  | Australie        | 16 – 12 a.p. | Nouvelle-Zélande |